# Jezža (cráter)
Jezža es un cráter en Marte, mide aproximadamente 9,1 kilómetros de diámetro y lleva el nombre de una ciudad en Rusia. Otras características que lo rodean son Horarum Mons más al sur, Argyre Cavi al oeste y el pequeño cráter del Delta al noroeste.